# Калинова (герб)
Калинова (пол. Kalinowa) — польский дворянский герб.

## Описание герба
Серебряная стрела в червонном поле, направлена остриём вверх. Оперение стрелы раздвоено, по обе его стороны — золотые шестиконечные звёзды. Начало этого герба относят к XVI веку.

## Дворянские роды носящие герб
- Калиновы
- Войцеховские (бел. Вайцяхоўскія, пол. Wojciechowscy)
- Гуринович (пол. Hurynowicz)
- Калиновские (пол. Kalinowski)
- Kolb
- Kołb
- Мициенские (пол. Micieński)